# Avenida Brasil (Río de Janeiro)
La Avenida Brasil es una de las arterias más importantes de Río de Janeiro, Brasil, y un eje clave para la movilidad urbana. Su construcción comenzó en la primera mitad del siglo XX, en respuesta a la expansión de la ciudad hacia zonas residenciales más alejadas del centro. Desde entonces, ha servido como la principal entrada terrestre a Río, que anteriormente era accesible principalmente por mar o tren. En 1948, fue la primera autopista federal de Brasil (BR-01), conectando de forma directa a Río con Petrópolis.
La Avenida Brasil se extiende por 58.5 kilómetros y atraviesa 26 barrios de la ciudad. Aunque solo 2.3 kilómetros de la vía llevan el nombre de "Avenida Brasil" (principalmente el trecho que cruza el barrio de Santa Cruz), esta se considera la vía expresa más importante de Río. Como la segunda avenida más larga de Brasil y el principal segmento urbano de la BR-101, conecta las rutas hacia el norte y el sur. Su límite de velocidad es de hasta 90 km/h, aunque el tráfico intenso reduce considerablemente la velocidad promedio.
Además de la BR-101, la Avenida Brasil también integra las carreteras BR-040, BR-116, y BR-465, garantizando un acceso directo a diferentes zonas de Río. La Alcaldía de Río estima que maneja más de 800,000 vehículos diarios, un fenómeno atribuido a la migración pendular, en la que los trabajadores se trasladan diariamente desde la Baixada Fluminense, la Zona Norte, y la Zona Oeste hacia el centro.
La avenida comienza cerca de la zona portuaria, en la Terminal de Ómnibus Novo Rio, y finaliza en Santa Cruz, en la Avenida João XXIII. A lo largo de su recorrido, se cruza con importantes vías como el Puente Río-Niterói, la Línea Roja, la Línea Amarilla, y la Carretera Washington Luís, lo que facilita la conexión entre diversas áreas de la ciudad.
Inaugurada en 1946, la avenida se expandió hacia el oeste con la clausura de la Avenida das Bandeiras en 1961. Este desarrollo buscó no solo facilitar el transporte de personas, sino también reducir los costos de circulación de mercancías y mejorar el acceso a las industrias locales. La Avenida Brasil se consolidó especialmente durante la década de 1950, en el contexto del auge de la industria automovilística.
Entre sus instalaciones destacadas se encuentran la CEASA en el barrio de Irajá, uno de los mayores centros de distribución de frutas y verduras de América Latina, y la Fundación Oswaldo Cruz, reconocida por su arquitectura de estilo árabe.
A pesar de su importancia, la Avenida Brasil enfrenta críticas, principalmente por el estado de conservación del asfalto, especialmente en el tramo entre Trevo das Margaridas y Caju, que provoca congestión, accidentes y daños a los vehículos. Sin embargo, en los últimos años ha experimentado una revitalización significativa, impulsada por la llegada de la autopista BRT TransBrasil y la instalación de diversas empresas del sector privado a lo largo de su recorrido.

## El proyecto

Carro transitando por la Avenida Brasil en el siglo XX

El primer intento de abrir la carretera a los vehículos de motor se remonta a 1906, durante la Era Pereira Passos del Municipio de Río de Janeiro. El objetivo era conectar el centro de la ciudad con los barrios situados más allá de Ponta do Caju hasta Irajá, teniendo como punto de partida la Avenida Rodrigues Alves y el Puerto de Río de Janeiro. En 1916, el proyecto se debatía en los primeros congresos sobre autopistas.
Entre 1926 y 1928, durante el gobierno de Washington Luís, se consideraron varios proyectos para la futura autopista, aprovechando tramos de la ruta de 1922 cuando se realizó el primer viaje en coche a Petrópolis que reunió a algunos miembros del Automóvil Club. Se realizaron cinco estudios. El que seguía la costa fue considerado el más difícil de realizar.
El proyecto de Jorge Macedo Vieira para el Distrito Industrial de Manguinhos de 1927, con el trazado a lo largo de la costa, iba en contra de la tendencia de elegir trazados para aperturas de carreteras siempre hacia el interior y fue la clave para determinar el actual trazado de la Avenida Brasil.  La circunvalación a Petrópolis, que daría origen a la actual Avenida Brasil, fue construida en la década de 1940, durante la Era Vargas, para descongestionar el tráfico de las calles internas que bordeaban el Ferrocarril Leopoldina, que no era otra cosa que la antigua ruta a Petrópolis.

## Disputa de título
El título de la calle más larga de Brasil es de la Avenida Sapopemba. Hay controversia sobre ese título considerando, más bien, que es la Avenida Brasil la que ostenta ese récord al tener 58 kilómetros de recorrido, 20 más que la vía paulista, aunque varios trechos de esta corresponden a carreteras federales. Tal como prevé el Código de Tránsito Brasileño en su artículo 60, una calle, avenida o camino es considerado como vía urbana mientras que una carretera es una vía rural. El Instituto Brasileño de Geografía y Estadística (IBGE) considera a la Avenida Brasil como "la vía expresa más larga de la ciudad y del país".